# Václav Winter (fotbalista)
Václav Winter (* 18. srpna 1976 Praha) je bývalý český profesionální fotbalový brankář, po konci profesionální kariéry nastupoval jako 12. hráč, ve formaci 3-5-3 ve Spartě Mratín. Byl oslovován “pan Václav”..

## Hráčská kariéra
V I. lize ČR chytal za AFK Atlantic Lázně Bohdaneč a FK Bohemians Praha – pro oba kluby to byla jediná účast mezi domácí elitou. Prošel také několika druholigovými kluby.
V sobotu 5. května 2007 vstřelil v zápase ČFL v Českých Budějovicích gól ze hry, jímž vyrovnal na konečných 1:1 proti domácímu Dynamu „B“.
V sezoně 2016/17 obnovil závodní činnost v pražském klubu FK Slavoj Vyšehrad.

### Ligová bilance
| Ročník                           | Zápasy | Góly | Minuty | Nuly | Klub                        |
| -------------------------------- | ------ | ---- | ------ | ---- | --------------------------- |
| ČFL 1994/95                      | –      | 0    | –      | –    | SK Slavia Praha „B“         |
| ČFL 1995/96                      | –      | 0    | –      | –    | SK Slavia Praha „B“         |
| ČFL 1996/97                      | –      | 0    | –      | –    | SK Slavia Praha „B“         |
| I. liga 1997/98                  | 6      | 0    | 347    | 1    | AFK Atlantic Lázně Bohdaneč |
| II. liga 1998/99                 | 21     | 0    | –      | –    | AFK Atlantic Lázně Bohdaneč |
| II. liga 1999/00                 | 24     | 0    | –      | –    | AFK Atlantic Lázně Bohdaneč |
| II. liga 2000/01                 | 23     | 0    | –      | –    | SK Spolana Neratovice       |
| II. liga 2001/02                 | 27     | 0    | –      | –    | SK Spolana Neratovice       |
| II. liga 2002/03                 | 29     | 0    | –      | –    | SK Spolana Neratovice       |
| II. liga 2003/04                 | 18     | 0    | –      | –    | SK Kladno                   |
| II. liga 2004/05                 | 9      | 0    | –      | –    | SK Kladno                   |
| II. liga 2005/06                 | 16     | 0    | –      | –    | SK Kladno                   |
| ČFL 2006/07                      | –      | 1    | –      | –    | FK Bohemians Praha          |
| II. liga 2007/08                 | 25     | 0    | –      | –    | FK Bohemians Praha          |
| I. liga 2008/09                  | 5      | 0    | 450    | 1    | FK Bohemians Praha          |
| II. liga 2008/09                 | 5      | 0    | 450    | 2    | FC Vysočina Jihlava         |
| II. liga 2009/10                 | 11     | 0    | 990    | 3    | FC Vysočina Jihlava         |
| ČFL 2010/11                      | –      | 0    | –      | –    | FK Bohemians Praha          |
| II. liga 2011/12                 | 28     | 0    | 2 461  | 14   | FK Bohemians Praha          |
| II. liga 2012/13                 | 10     | 0    | 900    | 5    | FK Bohemians Praha          |
| II. liga 2013/14                 | 0      | 0    | 0      | 0    | FK Táborsko                 |
| ČFL 2014/15                      | –      | 0    | –      | –    | FK Bohemians Praha          |
| CELKEM I. liga (1998–2008)       | 11     | 0    | 797    | 2    |                             |
| CELKEM II. liga (1997–2012)      | 246    | 0    | –      | –    |                             |
| CELKEM III. liga – ČFL (od 1994) | –      | 1    | –      | –    |                             |